# Autopsy Room Four
Autopsy Room Four är en amerikansk, 22-minuter lång, kritikerrosad skräckfilm skriven av Stephen King. Huvudrollerna spelas av Torri Higginson och Stephen Furst.

## Handling
Autopsy Room Four, baserad på den första, korta historien i Stephen Kings bästsäljande novell Everything's Eventual, berättar om en man som bara önskar att få ta en ledig stund från sitt hektiska schema och spela lite golf. Men när han blir biten av en ovanlig orm, tar hans liv en hemsk vändning.

## Tagline
- "It's so dark in here..."

## Roller
| Stephen Furst   | – Howard Randall Cottrell |
| Torri Higginson | – Dr. Katie Arlen         |
| Michael Bergin  | – Peter                   |
| Sal Catalano    | – Mike                    |
| Eddie Ifft      | – Rusty                   |